# Cylichna zealandica
Cylichna zealandica is een slakkensoort uit de familie van de Cylichnidae. De wetenschappelijke naam van de soort is voor het eerst geldig gepubliceerd in 1880 door Kirk.